# Dirk Heidolf
Dirk Heidolf (Hohenstein, 14 de septiembre de 1976) es un piloto de motociclismo profesional alemán, que participó en el Campeonato del Mundo de Motociclismo entre 1997 y 2007. Su mejor temporada fue en 2002 y 2007 cuando acabó en la vigésima posición de la clasificación general en la categoría de 250cc. Corrió con su propio equipo en Moto3 con un equipo llamado Racing Team Germany hasta que tuvo que dejarlo a mediados de 2008.

## Resultados en el Campeonato del Mundo
Sistema de puntuación de 1993 hasta 2022:
| Posición | 1.º | 2.º | 3.º | 4.º | 5.º | 6.º | 7.º | 8.º | 9.º | 10.º | 11.º | 12.º | 13.º | 14.º | 15.º |
| Puntos   | 25  | 20  | 16  | 13  | 11  | 10  | 9   | 8   | 7   | 6    | 5    | 4    | 3    | 2    | 1    |

### Carreras por año
(Carreras en negrita indica pole position, carreras en cursiva indica vuelta rápida)
| Año  | Cat.  | Moto    | 1       | 2       | 3       | 4       | 5       | 6      | 7       | 8       | 9       | 10      | 11     | 12      | 13      | 14      | 15      | 16      | 17     | Pos. | Pts. |
| ---- | ----- | ------- | ------- | ------- | ------- | ------- | ------- | ------ | ------- | ------- | ------- | ------- | ------ | ------- | ------- | ------- | ------- | ------- | ------ | ---- | ---- |
| 1997 | 125cc | Honda   | MAL -   | JPN -   | SPA -   | ITA -   | AUT -   | FRA -  | NED -   | IMO -   | GER Ret | BRA -   | GBR -  | CZE -   | CAT -   | INA -   | AUS -   |         |        | NC   | 0    |
| 1998 | 125cc | Honda   | JPN -   | MAL -   | SPA -   | ITA -   | FRA -   | MAD -  | NED -   | GBR -   | GER 20  | CZE -   | IMO -  | CAT -   | AUS -   | ARG -   |         |         |        | NC   | 0    |
| 1999 | 250cc | Honda   | MAL -   | JPN -   | SPA -   | FRA -   | ITA -   | CAT -  | NED -   | GBR -   | GER 21  | CZE -   | IMO -  | VAL -   | AUS -   | RSA -   | BRA -   | ARG -   |        | NC   | 0    |
| 2000 | 250cc | Yamaha  | RSA -   | MAL -   | JPN -   | SPA -   | FRA -   | ITA -  | CAT -   | NED -   | GBR -   | GER 20  | CZE -  | POR -   | VAL -   | BRA -   | PAC -   | AUS -   |        | NC   | 0    |
| 2001 | 250cc | Yamaha  | JPN -   | RSA -   | SPA -   | FRA -   | ITA -   | CAT -  | NED -   | GBR -   | GER 16  | CZE -   | POR -  | VAL -   | PAC -   | AUS -   | MAL -   | BRA -   |        | NC   | 0    |
| 2002 | 250cc | Aprilia | JPN -   | RSA 14  | SPA Ret | FRA 18  | ITA Ret | CAT 21 | NED 20  | GBR 18  | GER 12  | CZE 14  | POR 9  | BRA 14  | PAC 20  | MAL 18  | AUS 16  | VAL 19  |        | 20.º | 17   |
| 2003 | 250cc | Aprilia | JPN Ret | RSA Ret | SPA 15  | FRA Ret | ITA -   | CAT -  | NED -   | GBR 15  | GER 11  | CZE 13  | POR 17 | BRA 14  | PAC 14  | MAL 11  | AUS 13  | VAL 12  |        | 21.º | 26   |
| 2004 | 250cc | Aprilia | RSA 14  | SPA 16  | FRA 16  | ITA Ret | CAT Ret | NED -  | BRA 15  | GER 18  | GBR 17  | CZE 11  | POR 15 | JPN 21  | QAT Ret | MAL 12  | AUS Ret | VAL 18  |        | 23.º | 13   |
| 2005 | 250cc | Honda   | SPA Ret | POR 16  | CHN 15  | FRA Ret | ITA Ret | CAT -  | NED 19  | GBR Ret | GER 13  | CZE Ret | JPN 18 | MAL 11  | QAT 18  | AUS 12  | TUR 16  | VAL Ret |        | 22.º | 13   |
| 2006 | 250cc | Aprilia | SPA 15  | QAT 15  | TUR 14  | CHN 15  | FRA 18  | ITA -  | CAT -   | NED -   | GBR -   | GER 16  | CZE 11 | MAL Ret | AUS 11  | JPN 16  | POR 16  | VAL Ret |        | 21.º | 15   |
| 2007 | 250cc | Aprilia | QAT 15  | SPA 10  | TUR 13  | CHN Ret | FRA 16  | ITA 17 | CAT Ret | GBR 12  | NED 16  | GER 13  | CZE 17 | RSM Ret | POR 11  | JPN Ret | AUS 15  | MAL 15  | VAL 16 | 20.º | 24   |